# Danuta Tarnowska
Danuta Tarnowska – polska prawnik, dr hab. nauk prawnych. Profesor nadzwyczajny Katedry Postępowania Karnego Wydziału Prawa i Administracji Uniwersytetu Szczecińskiego.

## Życiorys
5 kwietnia 2002 uzyskała doktorat dzięki pracy pt. Poręczenie majątkowe jako środek zapobiegawczy w polskim procesie karnym, a 25 lutego 2011 stopień doktora habilitowanego nauk prawnych. Pełni funkcję profesora nadzwyczajnego Katedry Postępowania Karnego na Wydziale Prawa i Administracji Uniwersytetu Szczecińskiego oraz była członkinią Komisji Dyscyplinarnej do spraw nauczycieli akademickich przy Radzie Głównej Nauki i Szkolnictwa Wyższego.

## Publikacje
- 2005: Wymagania formalne postanowienia oddalającego wniosek dowodowy w polskim procesie karnym[1]
- 2005: Taktyka przesłuchania świadka dziecka pokrzywdzonego przestępstwem określonym w rozdziale XXV k.k.[1]
- 2008: Udział osoby najbliższej w postępowaniu karnym[1]
- 2009: Formy dochodzenia rekompensaty[1]